# Cycloptilum minimum
Cycloptilum minimum is een rechtvleugelig insect uit de familie Mogoplistidae. De wetenschappelijke naam van deze soort is voor het eerst geldig gepubliceerd in 1922 door Caudell.